# NGC 6140
NGC 6140 ist eine Balkenspiralgalaxie vom Hubble-Typ SB(s)cd im Sternbild Drache. Sie ist schätzungsweise 49 Millionen Lichtjahre von der Milchstraße entfernt und hat einen Durchmesser von etwa 90.000 Lj.
Das Objekt wurde am 3. Juni 1788 von Wilhelm Herschel mit einem 18,7-Zoll-Spiegelteleskop entdeckt, der sie dabei mit „cF, pL, iE“ beschrieb.